# جایی برای پیرمردها نیست (فیلم)
جایی برای پیرمردها نیست (به انگلیسی: No Country for Old Men) فیلمی در گونهٔ جنایی و مهیج، به نویسندگی و کارگردانی جوئل و اتان کوئن محصول سال ۲۰۰۷ ایالات متحده آمریکا است که فیلمنامه آن بر اساس  رمانی به همین نام از نویسندهٔ آمریکایی کورمک مک‌کارتی نوشته شده است. این فیلم در جوایز اسکار ۲۰۰۷ نامزد دریافت ۸ جایزه و برندهٔ ۴ جایزهٔ اسکار بهترین فیلم، بهترین کارگردانی، بهترین فیلم‌نامه اقتباسی و بهترین بازیگر نقش مکمل مرد گردید.

## داستان

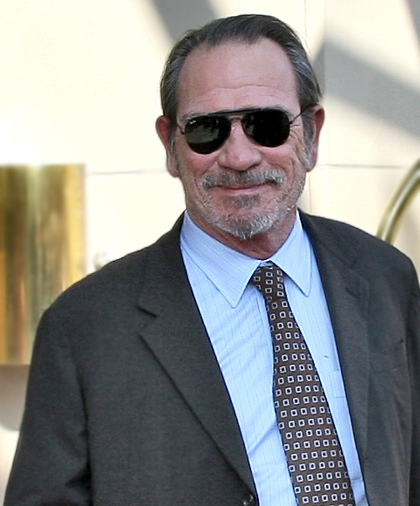
تامی لی جونز

فیلم با نماهایی از زمین‌های بایر غرب تگزاس در سال ۱۹۸۰ آغاز می‌شود در حالی که صدای روی تصویرِ کلانتر اد تام بل (با بازی تامی لی جونز) را می‌شنویم که نسبت به افزایش خشونت در زمان جدید نسبت به زمانی که پدرش کلانتر بود افسوس می‌خورد. وقتی لوئلین ماس (با بازی جاش برولین) دارد در صحرا دنبال شکار می‌گردد به‌طور اتفاقی به تعدادی جسد در میانهٔ صحرا برمی‌خورد، که از یک معاملهٔ نافرجام مواد مخدر به جا مانده‌اند. یک مکزیکی مجروح که هنوز جانی در بدن دارد از او آب درخواست می‌کند. لوئلین در آن ناحیه مقدار زیادی مواد مخدر و کیفی حاوی دو میلیون دلار پول می‌یابد و کیف را در زیر یدک‌کشی که خانهٔ او و همسرش محسوب می‌شود مخفی می‌کند. آن شب عذاب وجدان مانع خوابیدن لوئلین می‌شود، بنابراین برای رساندن آب به مکزیکی نیمه جان به صحرا بر می‌گردد، بی‌خبر از اینکه تعدادی از معامله کنندگان بی رحم مواد در تاریکی شب در آن محل حضور دارند. آن‌ها لوئلین ماس را با جیپ تعقیب می‌کنند و او با پای پیاده به سمت رودخانه می‌گریزد و در آخرین لحظه از خطر مرگ حتمی توسط سگی درنده نجات می‌یابد. بعد از رهایی از خطر، لوئلین که همچنان مصمم به نگهداری پول است همسرش کارلا جین را به خانهٔ مادرش می‌فرستند و خودش به متلی در آن نزدیکی می‌رود و کیف پول را در مجرای تهویهٔ هوای اتاقش پنهان می‌کند.
آنتون چیگور (با بازی خاویر باردم) آدمکش بی رحم برای پیدا کردن دوبارهٔ پول‌ها اجیر می‌شود. در ابتدای فیلم او را دیده‌ایم که برای فرار از دست پلیس یکی از مأموران نگهبان را به قتل رسانده و سپس برای سرقت یک ماشین، رانندهٔ آن را به وسیلهٔ کپسولی که معمولاً برای کشتن گاوها به کار می‌رود به قتل رسانده. اکنون او به کمک یک فرستندهٔ رادیویی که در میان کیف پول جاسازی شده در تعقیب پول‌ها به راه می‌افتد. شبی که به متل ماس می‌رسد، چند مکزیکی را که در تعقیب ماس کمین کرده‌اند با تیراندازی از پا درمی‌آورد، سپس در جستجوی پول دریچهٔ کانال هوا را با سکه‌ای باز می‌کند و درمی یابد که ماس پیش از او با برداشتن پول‌ها از آنجا گریخته.
چیگور بار دیگر ماس را در هتلی در حاشیهٔ شهر گیر می‌اندازد و پس از تعقیب و گریزی پرخطر که به خیابان کشیده می‌شود، ماس موفق می‌شود از دست این قاتل بیرحم نجات پیدا کند درحالی که هردوی آن‌ها به سختی مجروح می‌شوند. ماس به ناچار برای بهبودی در بیمارستان بستری می‌شود. کارسون ولز، عامل دیگری که برای پس گرفتن پول اجیر شده با دسته گلی به ملاقات لوئلین می‌آید و پیشنهاد می‌دهد در مقابل برگرداندن پول، از جان او محافظت خواهد کرد. چیگور ابتدا پای زخمی اش را با داروهایی که دزدیده درمان می‌کند و سپس به متلی که کارسون ولز در آن اقامت دارد می‌رود و او را با شلیک تیری از پا درمی‌آورد. وقتی که ماس تلفن می‌کند، چیگور اشاره می‌کند که کارسون مرده و او می‌تواند در مقابل افشای مکان پول، از کشتن کارلا جینز همسر ماس صرفنظر کند. اما ماس اعتنایی نمی‌کند. او قراری ترتیب می‌دهد تا کارلا جینز را در ال پاسو ملاقات کند و کیف پول را به او بسپارد و از او بخواهد به جای دوری بگریزد، اما زمانی که کارلا به ال پاسو می‌رسد متوجه می‌شود ماس کشته شده. آن شب کلانتر بل که همیشه یک قدم عقبتر از ماس و چیگور اتفاقات را تعقیب می‌کند، در صحنهٔ قتل حاضر می‌شود و متوجه می‌شود که قفل در اتاق ماس در متل از جا درآمده. زمانی که بل با احتیاط وارد اتاق نیمه تاریک ماس می‌شود، چیگور را می‌بینیم که در پشت در مخفی شده. کلانتر بل در اتاق دریچه کانال تهویه‌ای را که با سکه باز شده وارسی می‌کند و بی‌آنکه متوجه حضور چیگور شود صحنه را ترک می‌کند.
بعد ازاین بل به دیدار عمو الیس پیرو بازنشسته در کلبه‌ای پر از گربه می‌رود تا گله و شکایت‌های او را از تغییر زمانه بشود. زمانی که کارلا جین از مراسم تدفین مادرش به خانه بر می‌گردد، متوجه می‌شود چیگور آنجا به انتظارش نشسته. چیگور از او می‌خواهد شیر یا خط سکه را حدس بزند تا شاید بتواند از مرگ نجات پیدا کند اما کارلا جینز حاضر به انجام بازی نمی‌شود. چیگور درحالی به تنهایی از خانه خارج می‌شود که ته چکمه‌هایش را به دقت وارسی می‌کند (احتمالاً برای این که ببیند ته چکمه‌هایش خونی شده‌است یا نه، در واقع می‌توان این‌طور تصور کرد که کارلا را کشته‌است)اما این که آیا کارلا به قتل رسیده یا نه موضوعی است که مبهم باقی می‌ماند. وقتی که چیگور دارد با ماشین از محل دور می‌شود به سختی تصادف می‌کند و دست چپ او شکستگی وخیمی پیدا می‌کند. او با پرداختن پول به دو کودک که در آن نزدیکی با دوچرخه بازی می‌کنند پیراهن یکی از آن‌ها را می‌خرد، دست مجروحش را با آن می‌بندد و پیش از رسیدن پلیس از محل دور می‌شود.
در پایان فیلم کلانتر اد تام بل که اکنون بازنشسته شده دو رؤیای خود را برای همسرش تعریف می‌کند که هردو به پدر درگذشته اش مربوطند. در رؤیای اول پدرش به او مقداری پول می‌دهد و او پول را گم می‌کند. در رؤیای دوم، او و پدرش سوار بر اسب از مسیری برفی در کوهستان عبور می‌کنند، سپس پدر او با مشعل روشنی به دست به سمت منطقهٔ تاریک و سرد روبرو می‌تازد تا بتواند در میان تاریکی آتشی روشن کند. سپس تصویر تاریک می‌شود و عنوان بندی پایانی ظاهر می‌گردد.

## بازیگران
- تامی لی جونز در نقش کلانتر اد تام بل. پلیس
- جاش برولین در نقش لوئلین ماس. کهنه سرباز جنگ ویتنام و شکارچی
- خاویر باردم در نقش آنتون چیگور. یک آدمکش خونسرد و بی‌احساس
- کلی مکدونالد در نقش کارلا جین ماس. همسر لوئلین ماس
- وودی هارلسون در نقش کارسون ولز
- گرت دیلاهانت در نقش وندل
- تس هارپر در نقش لورتا بل
- بری کوربین در نقش الیس
- بت گرانت در نقش اگنث کریک
- استیون روت در نقش مرد مأمور ثبت نام
- جین جونز در نقش توماس تایر

## جوایز
این فیلم ۷۶ جایزه از ۱۰۹ نامزدی از جشنواره‌های مختلف دریافت کرد.
| جایزه                        | بخش                        | دریافت کننده                                     | نتیجه    |
| ---------------------------- | -------------------------- | ------------------------------------------------ | -------- |
| جایزه اسکار                  | بهترین فیلم                | اسکات رودین، جویل و ایتن کوئن                    | آری      |
| جایزه اسکار                  | بهترین کارگردان            | جویل و ایتن کوئن                                 | آری      |
| جایزه اسکار                  | بهترین فیلم‌نامهٔ اقتباسی    | جوئل و اتان کوئن                                 | آری      |
| جایزه اسکار                  | بهترین بازیگر نقش مکمل مرد | خاویر باردم                                      | آری      |
| جایزه اسکار                  | بهترین فیلم‌برداری          | راجر دیکینز                                      | نامزدشده |
| جایزه اسکار                  | بهترین تدوین فیلم          | رودریک جینس نام مستعار برادران کوئن              | نامزدشده |
| جایزه اسکار                  | بهترین تدوین صدا           | سکیپ لیوسای                                      | نامزدشده |
| جایزه اسکار                  | بهترین میکس صدا            | سکیپ لیوسای، کریج برکی، گرگ اورلف، و پیتر کورلند | نامزدشده |
| شصت و پنجمین مراسم گلدن گلوب | بهترین بازیگر نقش مکمل مرد | خاویر باردم                                      | آری      |
| شصت و پنجمین مراسم گلدن گلوب | بهترین فیلمنامه            | برادران کوئن                                     | آری      |
| شصت و یکمین دوره جوایز بفتا  | بهترین فیلم                | اسکات رودین، جویل و ایتن کوئن                    | نامزدشده |
| شصت و یکمین دوره جوایز بفتا  | بهترین کارگردانی           | برادران کوئن                                     | آری      |
| شصت و یکمین دوره جوایز بفتا  | بهترین بازیگر نقش مکمل مرد | خاویر باردم                                      | آری      |
| شصت و یکمین دوره جوایز بفتا  | بهترین بازیگر نقش مکمل مرد | تامی لی جونز                                     | نامزدشده |
| شصت و یکمین دوره جوایز بفتا  | بهترین بازیگر نقش مکمل زن  | کلی مکدونالد                                     | نامزدشده |
| شصت و یکمین دوره جوایز بفتا  | بهترین فیلم‌نامه اقتباسی    | برادران کوئن                                     | نامزدشده |
| شصت و یکمین دوره جوایز بفتا  | بهترین فیلمبرداری          | راجر دیکینز                                      | آری      |
| شصت و یکمین دوره جوایز بفتا  | بهترین بهترین تدوین فیلم   | برادران کوئن                                     | نامزدشده |
| شصت و یکمین دوره جوایز بفتا  | بهترین صدا                 | سکیپ لیوسای، کریج برکی، گرگ اورلف، و پیتر کورلند | نامزدشده |
| انجمن منتقدین فیلم بوستون    | بهترین فیلم                | اسکات رودین، جوئل و اتان کوئن                    | آری      |
| انجمن منتقدین فیلم بوستون    | بهترین بازیگر نقش مکمل مرد | خاویر باردم                                      | آری      |
| هیئت ملی نقد فیلم            | بهترین فیلم                | اسکات رودین، جوئل و اتان کوئن                    | آری      |
| هیئت ملی نقد فیلم            | بهترین فیلم‌نامهٔ اقتباسی    | جوئل و اتان کوئن                                 | آری      |
| هیئت ملی نقد فیلم            | بهترین بازی دسته‌جمعی       | تمامی بازیگران                                   | آری      |

دیگر جوایز:
جشنواره فیلم کن
- نامزد جایزه نخل طلائی

انجمن منتقدان فیلم نیویورک
- بهترین فیلم - ژانر درام
- بهترین بازیگر نقش مکمل مرد (خاویر باردم)
- بهترین کارگردان - (برادران کوئن)
- بهترین فیلم‌نامه - فیلم بلند (برادران کوئن)

انجمن منتقدان فیلم منطقه واشینگتن دی سی
- بهترین فیلم - ژانر درام
- بهترین کارگردان - (برادران کوئن)
- بهترین بازی دسته جمعی (توسط تمامی بازیگران)

انجمن منتقدان فیلم شیکاگو
- بهترین فیلم - ژانر درام
- بهترین بازیگر نقش مکمل مرد (خاویر باردم)
- بهترین کارگردان - (برادران کوئن)
- بهترین فیلم‌نامه - فیلم بلند (برادران کوئن)

انستیتوی فیلم آمریکا
- ده فیلم برتر سال منتخب انستیتوی فیلم آمریکا

انجمن منتقدان دالاس‌فورت وورث
- بهترین فیلم
- بهترین کارگردان
- بهترین بازیگر نقش مکمل مرد

انجمن منتقدان فیلم جنوب شرقی
- بهترین فیلم
- بهترین کارگردان
- بهترین فیلم نامه
- بهترین بازیگر نقش مکمل مرد

جوایز ادا
- بهترین فیلم
- بهترین کارگردان

انجمن منتقدان فیلم فینیکس
- بهترین فیلم
- بهترین کارگردان
- بهترین فیلم‌نامه برگرفته شده از کتاب
- بهترین بازیگر نقش مکمل مرد
- بهترین بازی دسته جمعی (توسط تمامی بازیگران)
- بهترین تدوین

مجله سایت‌اندساوند
رتبه نهم در میان ده فیلم برگزیده ۲۰۰۷ توسط منتقدین مجله سایت‌اندساوند.
جایزه ستلایت
- برنده بهترین فیلم درام
- برنده بهترین کارگردان (برادران کوئن)
- نامزد بهترین بازیگر مرد فیلم درام (جاش برولین)
- نامزد بهترین بازیگر مکمل مرد فیلم درام (خاویر باردم)
- نامزد بهترین فیلم‌نامه اقتباسی (برادران کوئن)
- نامزد بهترین تدوین فیلم (برادران کوئن)

## نکاتی در حاشیه
- عنوان رمان و فیلم برگرفته از شعری است به نام «سفر به بیزانس» اثر ویلیام باتلر ییتس.
- در ابتدا برادران کوئن، برای نقش لوئلین ماس، هیث لجر را برگزیده بودند اما در نهایت جاش برولین برای این نقش انتخاب شد.
- خاویر باردم در پذیرفتن نقش آنتون چیگور تردید داشت. او گفته بود که رانندگی بلد نیست، انگلیسی را خوب حرف نمی‌زند و با خشونت مخالف است. اما برادران کوئن گفتند به همین دلایل باردم را انتخاب کردند. باردم نیز بازی در فیلم را پذیرفت و گفت که همیشه آرزو داشته با برادران کوئن همکاری کند. این همکاری، جایزه اسکار بهترین بازیگر نقش مکمل مرد را برای باردم به ارمغان آورد.
- با اینکه تامی لی جونز از دو نقش اصلی دیگر، کمتر در فیلم حضور داشت، اما دستمزد بیشتری گرفت.
- گریم شخصیت آنتون چیگور، برگرفته از تصویر یک فرد تگزاسی در دهه ۸۰ میلادی است.
- با اینکه دو شخصیت لوئلین ماس و آنتون چیگور در سکانس‌هایی از فیلم بارها با یکدیگر درگیر شدند، اما هیچوقت همراه هم در یک قاب قرار نگرفتند.
- صدا خفه کنی که بر روی شاتگان چیگور نصب شده بود، توسط برادران کوئن طراحی شده و به نوعی اختراع آن‌ها می‌باشد.
- کپسولی که آنتون چیگور از آن برای کشتن قربانیانش استفاده می‌کرد، در دهه ۸۰ میلادی برای کشتن گاوها استفاده می‌شد.
- در هنگام فیلمبرداری یکی از سکانس‌های فیلم، دود سیاه رنگی در آسمان مشاهده شد و برادران کوئن فیلمبرداری را متوقف کردند. این دود متعلق به فیلم خون به پا خواهد شد، ساخته پل توماس اندرسون بود که رقیب اصلی همین فیلم جایی برای پیرمردها نیست، در جوایز اسکار بود.
- این فیلم، بلندترین اثر برادران کوئن محسوب می‌شود.

## دوبله و پخش در ایران
این فیلم در ایران با مدیریت دوبلاژ سعید مظفری پخش گردید. نقش‌ها عبارتند از:
- منوچهر والی زاده........ جاش برولین (لوئلین ماس)
- ناصر نظامی........ تامی لی جونز (کلانتر اد تام بل)
- بهرام زند........ خاویر باردم(آنتون چیگور)
- سعید مظفری........ وودی هرلسون (کارسون ولز)